# Impasse Clisson
Impasse Clisson är en återvändsgata i Quartier de la Gare i Paris trettonde arrondissement. Gatan är uppkallad efter konnetabeln Olivier de Clisson (1336–1407). Impasse Clisson börjar vid Rue Clisson 43.

## Bilder
| - Notre-Dame-de-la-Gare. - Square Héloïse-et-Abélard. |

## Omgivningar
- Notre-Dame-de-la-Gare
- Square Héloïse-et-Abélard
- Cour du Liégat
- Passage des Crayons
- Rue du Chevaleret
- Promenade Claude-Lévi-Strauss
- Parvis Alan-Turing
- Impasse Bourgoin
- Jardin Françoise-Mallet-Joris
- Square des Chamaillards

## Kommunikationer
- Tunnelbana – linje  – Nationale
- Busshållplats Clisson – Paris bussnät

### Webbkällor
- ”Impasse Clisson”. Mairie de Paris. https://web.archive.org/web/20190905052608/http://www.v2asp.paris.fr/commun/v2asp/v2/nomenclature_voies/Voieactu/2121.nom.htm. Läst 12 oktober 2023.
- ”Impasse Clisson (13ème arrondissement)”. Les rues de Paris. https://web.archive.org/web/20190916180834/http://www.parisrues.com/rues13/paris-13-impasse-clisson.html. Läst 12 oktober 2023.